# Metsterenmolen
De Metsterenmolen is een watermolen op de Melsterbeek, gelegen aan de Metsterenweg 145 te Metsteren.

## Geschiedenis
De molen is een middenslagmolen die fungeerde als korenmolen. Hij werd voor het eerst vermeld in de 12e eeuw en in 1270, en was tot 1796 in bezit van de Abdij van Nonnenmielen.
De molen werd verbouwd in de 17e eeuw, en de huidige bakstenen gebouwen dateren van 1837. De watergevel bestaat voornamelijk uit natuursteen. De molen maakt deel uit van een gesloten hoevecomplex, waarvan de oudste delen uit de 17e eeuw stammen.
De molen kende na 1796 tal van private eigenaars, begon uiteindelijk te vervallen. Ze werd echter in 1985 beschermd als monument en, samen met zijn omgeving, als beschermd dorpsgezicht. In 2003 werd hij aangekocht door Frank Snijders die de molen deed restaureren, en inrichtte als woonhuis en gastenverblijf. Bijzonder is het bakhuis, dat nog de oven van de voormalige abdij bezit. Dit was vervallen, en door een administratieve fout niet in de bescherming opgenomen. Niettemin werd het eveneens in oorspronkelijke stijl gerestaureerd en kon de oven weer gebruikt worden om brood te bakken.
Het binnenwerk van de molen is nog aanwezig. De hoeve, waarvan gedeelten nog 17e-eeuws zijn, is gelegen om een langwerpig, gekasseid erf. De gebouwen zijn wit gekalkt op een geteerde plint. Deuren en vensters hebben hardstenen omlijsting.

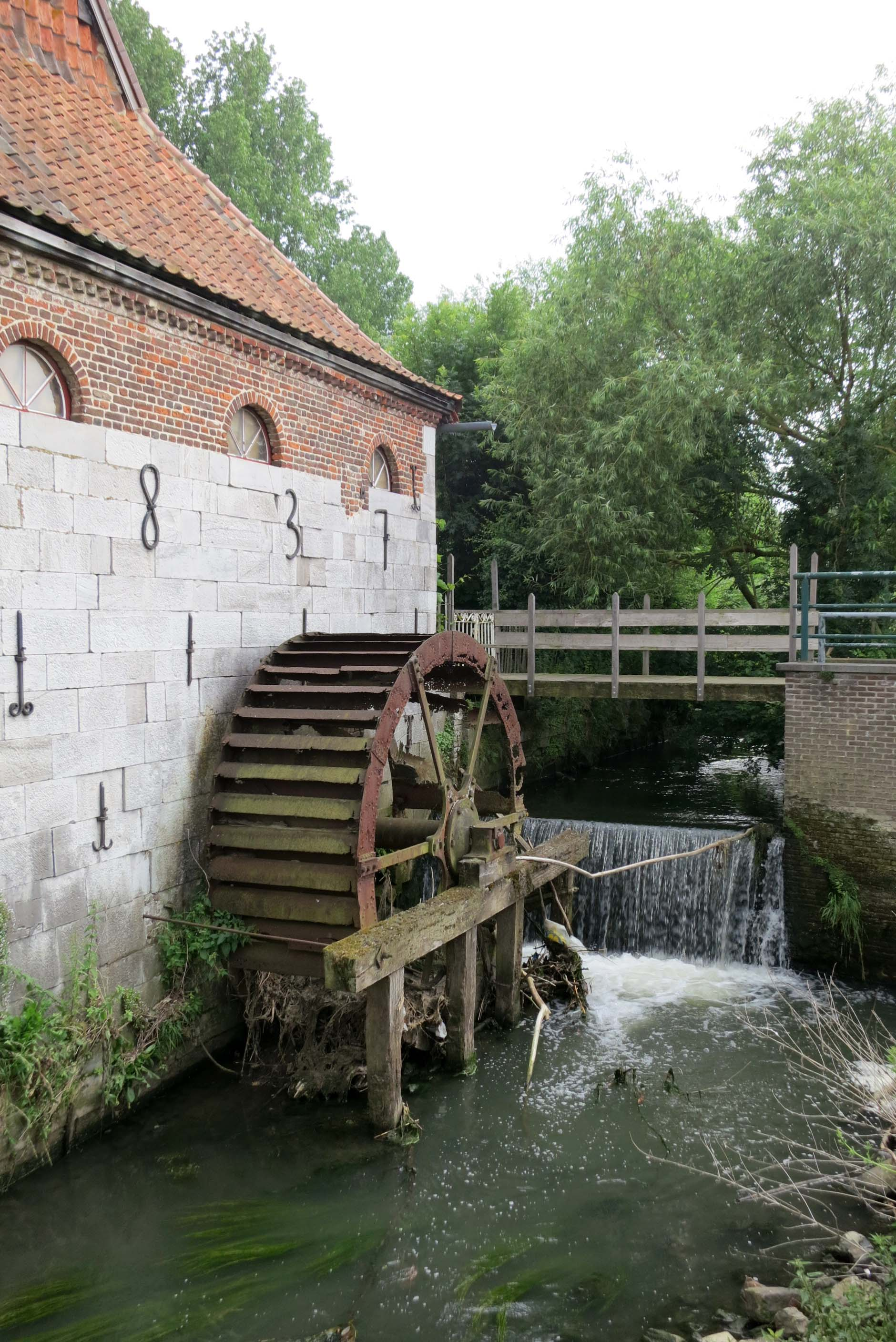
Molenrad
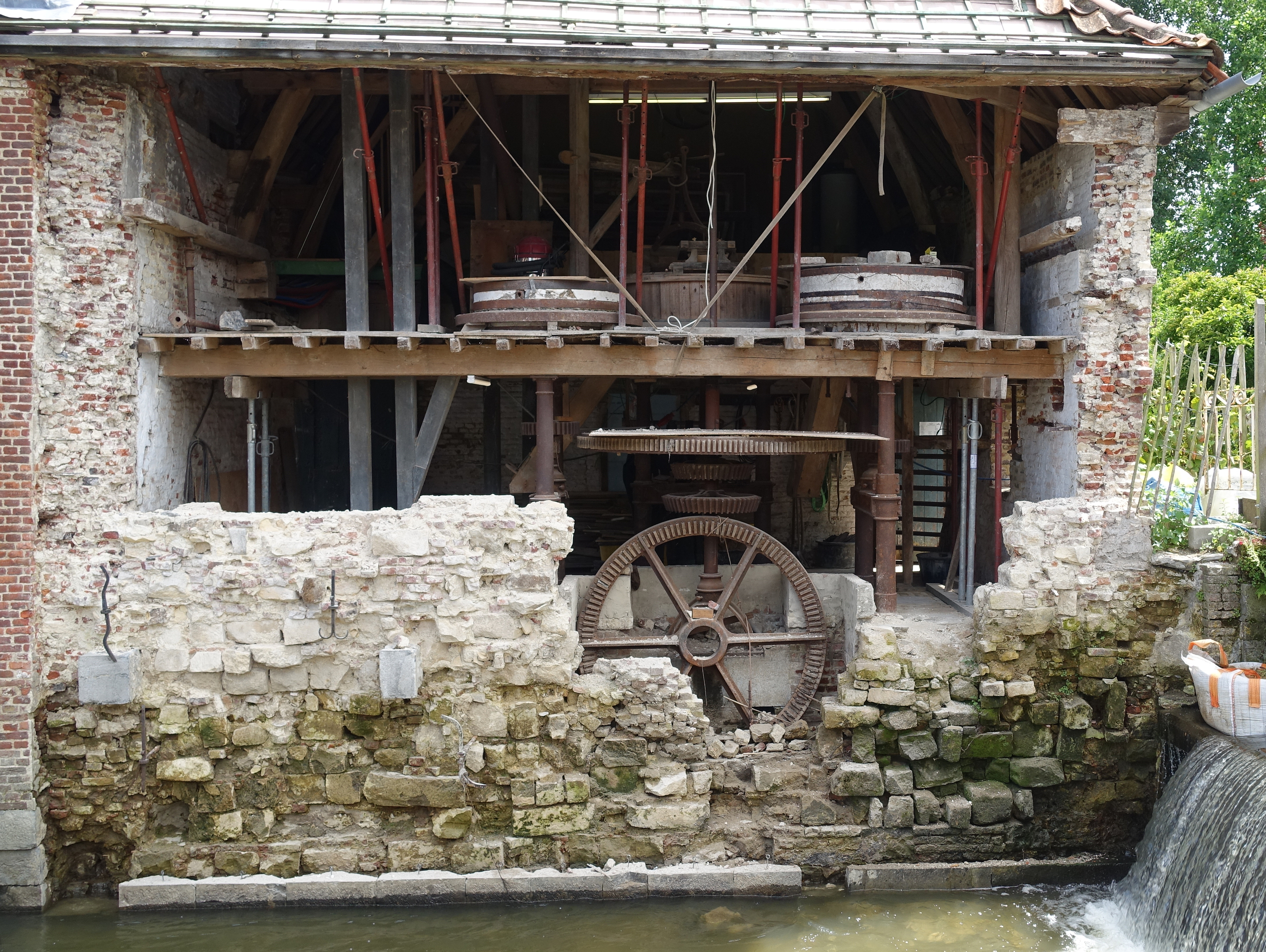
Doorzicht op binnenwerk tijdens restauratie in 2021

- Inventaris van het Bouwkundig Erfgoed (Vlaanderen): 23015